# Asterina loranthigena
Asterina loranthigena är en svampart som beskrevs av Hosag., D.K. Agarwal, H. Biju & Archana 2006. Asterina loranthigena ingår i släktet Asterina och familjen Asterinaceae.   Inga underarter finns listade i Catalogue of Life.